# Nemanja Radoja
Nemanja Radoja (* 6. Februar 1993 in Novi Sad) ist ein serbischer Fußballspieler. Der defensive Mittelfeldspieler steht seit Januar 2023 beim US-amerikanischen Erstligisten Sporting Kansas City unter Vertrag.

## Karriere
Der in Novi Sad geborene Radoja folgte seinem älteren Bruder Stefan in die Jugend des lokalen Vereins FK Vojvodina. Im Sommer 2011 wurde er in die erste Mannschaft befördert und sofort zum Drittligisten FK ČSK Pivara ausgeliehen. Beim Verein aus Čelarevo kam Radoja zu elf Einsätzen. Nach seiner Rückkehr zu Vojvodina unterschrieb er im März 2012 einen Fünfjahresvertrag. Erneut wurde er in die 3. Liga verliehen, diesmal zu FK Cement Beočin. Dort erzielte er in einem halben Jahr in zehn Spielen einen Treffer. Radoja debütierte für FK Vojvodina letztendlich am 18. August 2012, als er beim 1:0-Auswärtssieg über Spartak Zlatibor Voda eingewechselt wurde.
Am 12. August 2014 unterschrieb Radoja einen Fünfjahresvertrag beim spanischen Verein Celta Vigo. In der Primera División debütierte er am 24. August 2014 beim 3:1-Sieg gegen den FC Getafe. Nachdem er eine Vertragsverlängerung abgelehnt hatte und in der Saison 2018/19 zu keinen Einsätzen gekommen war, verließ Radoja den Verein nach Ablauf seines Vertrags. Für die Galicier kam er in fünf Jahren auf 115 Einsätze, in denen er ein einziges Tor erzielen konnte.
Am 21. August 2019 unterzeichnete er einen Dreijahresvertrag beim Ligakonkurrenten UD Levante. Nach Ablauf des Arbeitspapiers verließ er Levante im Sommer 2022 und war fortan zunächst vereinslos. Im Januar 2023 nahm Sporting Kansas City den Spieler unter Vertrag.